# Кримовська Софія Володимирівна
Кримовська Софія Володимирівна (нар.10 січня 1979, Веймар, Німеччина) — українська поетка, журналіст, редактор, майстриня хенд-мейду.

## біографічні відомості
Народилася 10 січня 1979 року в м. Веймар (Німеччина) в родині військовослужбовця.
З 1980 року, з невеликими перервами, мешкає в Умані. В 1996 вступила на філологічний факультет Уманського державного педагогічного університету імені Павла Тичини, навчання в якому двічі переривала та відновлювала. 2013 року відновила навчання в університеті, який закінчила у 2015 р., захистивши на "відмінно" магістерську рботу на тему "Топос міста в уманському тексті ХХ сторіччя". У листопаді 2013 р. переїхала до Луганська, де вийшла заміж за доктора географічних наук Юрія Кисельова. Працювала в редакції газети Луганського національного університету імені Тараса Шевченка. Після початку російсько-терористичної окупації Луганська Софія знову переїхала з родиною до Умані. Співзасновник та художній керівник Уманського інклюзивного лялькового театру "Килесик"

## творчість
В 2009 році побачила світ аудіозбірка "Я Тобі снитимусь", до якої увійшли 53 вірші 
Впродовж 2010-16 рр. кілька разів публікувалась в "Українській літературній газеті", у збірках "Вілаґ почуттів", "Ірпінські зустрічі", журналах «Бахмутський шлях», "Дніпро" та ін., Увійшла до каталогу "Література Уманщини" Уманського державного педагогічного університету. У збірці "Тарас ШЕВЧЕНКО Текст і контекст. Садок вишневий коло хати Навчальне видання (Черкаси. 2020 р.)" вміщено окрім вірша й фотографія вишитого кулона ручної роботи. 
В 2012 побачила світ поетична книга «свіТ…ЛО…тінь» (ТЛО І РИМА) [Архівовано 8 квітня 2014 у Wayback Machine.] (К., 2012. — 144 с.) Книга вийшла у світ коштом друзів автора та за їхнього сприяння. Редактор Віктор Мельник, передмова Василь Кузан, дизайнер Ірина Вощикова. 
Упорядник збірки поезії та прози "Постріли слів" (2015 р.), член редколегії книги "Літературна біографія Уманщини" (2017 р.). 
Авторка книг для дітей - "Балакуча книжка-планшет" (співавтор – книга з аудіододатком-планшетом; Х. : Пегас, 2019) та "Абетка" (Х. : Пегас, 2020. - 30 с.). "Вчимо кольори" (Х.: Пегас, 2021) 

## відзнаки
1999 року стала дипломантом міжнародного молодіжного літературного конкурсу «Гранослов» за збірку «Дегустація болю». На вручення відзнаки не поїхала і до кінця 2008 року не написала більше жодного рядка.
2012 року нагороджена літературною премією «Троянди і виноград».

## громадська діяльність
З 2010 по 2013 рік — організатор «Уманських літературних фестивалів», у яких впродовж цього періоду взяли участь близько 100 авторів.
Авторка численних публікацій в Інтернеті.

## Джерело
- Поетичні майстерні [Архівовано 18 жовтня 2013 у Wayback Machine.]
- «свіТ…ЛО…тінь» (ТЛО І РИМА) [Архівовано 8 квітня 2014 у Wayback Machine.]

| українська персоналія | Це незавершена стаття про особу, що має стосунок до України. Ви можете допомогти проєкту, виправивши або дописавши її. |